# Sigesbekia

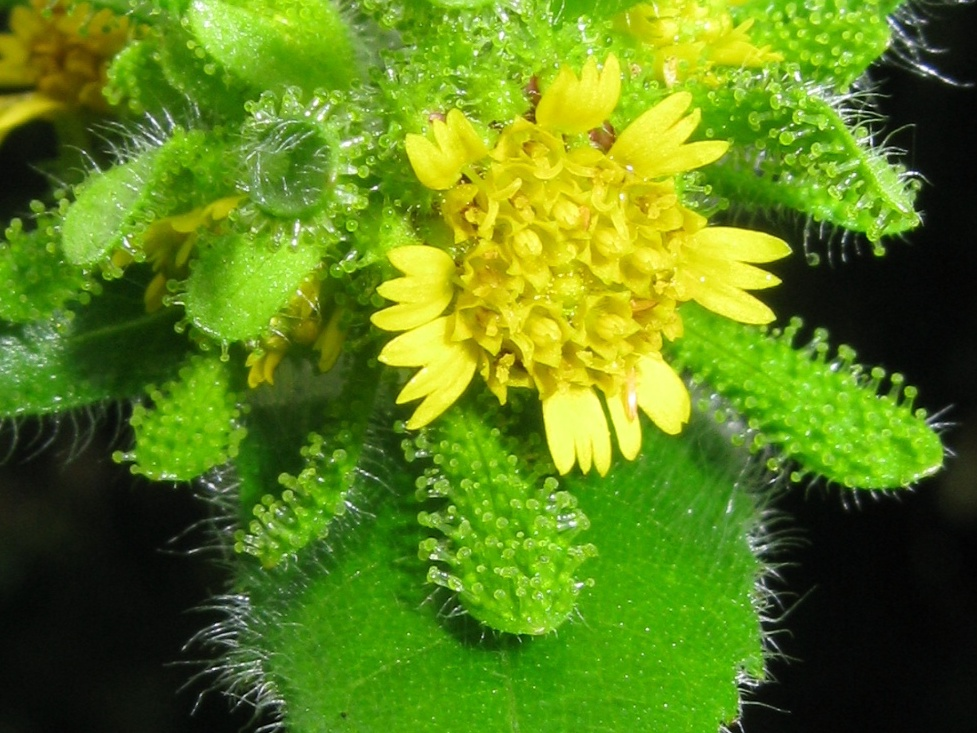
Sigesbeckia pubescens

Sigesbekia, kozierza (Sigesbeckia L.) – rodzaj roślin z rodziny astrowatych. Obejmuje 11 gatunków. Rośliny te występują w Australii, wschodniej, południowej i środkowej Azji, w Europie Wschodniej, we wschodniej i południowej Afryce oraz w zachodniej Ameryce Południowej i Środkowej. Najbardziej zróżnicowane są w Meksyku. Rozprzestrzenione zostały jako introdukowane w Stanach Zjednoczonych, we wschodniej Ameryce Południowej, w zachodniej i środkowej Europie, w Nowej Zelandii i wyspach Oceanii. W Polsce rośnie sigesbekia sercolistna S. jorullensis jako roślina dziczejąca w ogrodach botanicznych we Wrocławiu i Krakowie.
Znaczenie użytkowe ma Sigesbeckia orientalis wykorzystywana lokalnie jako roślina lecznicza. Owoce tego gatunku wskazywane są jako potencjalny surowiec do produkcji olejów.
Nazwa rodzaju upamiętnia Johanna Georga Siegesbecka (1686–1755).

## Nazewnictwo
W nazwie rodzaju Karol Linneusz upamiętnił Johanna Georga Siegesbecka – niemieckiego lekarza i botanika, profesora Rosyjskiej Akademii Nauk z Petersburga, który był zaciekłym oponentem linneuszowskiej klasyfikacji biologicznej opartej na liczbie męskich (pręcików) i żeńskich (słupków) organów płciowych w kwiatach. Siegesbeck krytykował koncept systemu płciowego roślin, twierdząc, że Bóg nie pozwoliłby na to, by jedna kobieta (słupek) była otoczona i współżyła z 20 lub większą liczbą mężczyzn (pręcików) albo żeby żonaci mężczyźni (pręciki z kwiatów obupłciowych) zapładniali kobiety niezamężne (kwiaty żeńskie – słupkowe). Siegesbeck, używając swoich wpływów, wyśmiewał i utrudniał funkcjonowanie Linneusza w Sztokholmie (pozbawiając pacjentów i możliwości znalezienia służby). Linneusz upamiętnił go, nadając jego nazwisko rodzajowi chwastów o niepozornych kwiatach, uciążliwych z powodu lepkich, czepiających się ubrań listków okrywy (mającemu przy tym w kwiatostanach zarówno kwiaty obupłciowe z pojedynczym słupkiem i pięcioma pręcikami, jak i kwiaty jednopłciowe – słupkowe).
W Polsce poza spolszczoną nazwą naukową używana jest nazwa zwyczajowa „boska trawa” (w nawiązaniu do właściwości leczniczych S. orientalis).

## Morfologia
PokrójRośliny jednoroczne, rzadziej byliny i wówczas z drewniejącą i dętą szyją korzeniową.
LiścieNaprzeciwległe, z oskrzydlonymi ogonkami. Blaszka liściowa owłosiona, jajowata lub kanciastojajowata.
KwiatyZebrane w koszyczki, a te w luźne, wyrastające szczytowo na pędach lub w kątach liści, wierzchotkowate kwiatostany złożone. Koszyczki rozwijają się na szypułkach. Ich półkuliste do dzwonkowatych okrywy mają dwa rzędy listków. Zewnętrznych jest 5, są one długie, rozpostarte lub odgięte, równowąskie do równowąsko łopatkowatych, pokryte gruczołkami. Wewnętrzne listki okrywy są krótkie i wzniesione. Dno koszyczka jest płaskie lub wypukłe, z łuseczkowatymi plewinkami. Brzeżne kwiaty języczkowate są żeńskie i żółte, czasem też białawe. Kwiat języczkowy zakończony jest trzema ząbkami. Wewnątrz koszyczka znajdują się kwiaty obupłciowe, rurkowe o barwie żółtej lub kremowej.
OwoceNiełupki podługowato-jajowate, czterokanciaste, rzadziej trójkanciaste, ścieśnione, asymetryczne, czarne i nagie. Puchu kielichowego brak. Diasporą jest cały koszyczek rozprzestrzeniany dzięki lepkim listkom okrywy.

## Systematyka
Rodzaj z rodziny astrowatych Asteraceae z podrodziny Asteroideae i z plemienia Millerieae.
Wykaz gatunków
- Sigesbeckia agrestis Poepp.
- Sigesbeckia australiensis D.L.Schulz
- Sigesbeckia flosculosa L'Hér.
- Sigesbeckia glabrescens (Makino) Makino
- Sigesbeckia jorullensis Kunth – sigesbekia sercolistna
- Sigesbeckia nudicaulis Standl. & Steyerm.
- Sigesbeckia orientalis L.
- Sigesbeckia pringlei D.L.Schulz
- Sigesbeckia pubescens (Makino) Makino
- Sigesbeckia repens B.L.Rob. & Greenm.
- Sigesbeckia serrata DC.